# Miltochrista nigrocincta
Miltochrista nigrocincta là một loài bướm đêm thuộc phân họ Arctiinae, họ Erebidae.